# 安子岭乡 (兴隆县)
安子岭乡，是中华人民共和国河北省承德市兴隆县下辖的一个乡镇级行政单位。

## 行政区划
安子岭乡下辖以下地区：
刘家庄村、天桥峪村、上庄村、马架沟村、羊羔峪村、红石沟村、高板河村、安子岭村、老虎沟村和双炉台村。